# Ясуда, Митихиро
Митихиро Ясуда (яп. 安田 理大, Митихиро Ясуда, род. 20 декабря 1987, Суйта, Осака) — японский футболист, защитник. Выступал за сборную Японии.

## Карьера
Начал карьеру в клубе «Гамба Осака». 7 января 2011 года подписал контракт с нидерландским клубом «Витесс», где играл до 2013 года. В дальнейшем являлся игроком различных японских команд, включая «Виссел Кобе», «Джубило Ивата» и «ДЖЕФ Юнайтед», а также корейского «Пусан Ай Парк». Завершил карьеру в 2022 году в «Мацумото Ямага».
Участник молодёжного чемпионата мира 2007 года в Канаде, а также на Олимпиады 2008. Дебютировал за национальную сборную Японии 17 февраля 2008 года в матче против сборной КНДР, заменив на 65-й минуте Сатору Ямагиси. В общей сложности провёл за сборную 7 матчей и забил 1 гол (в ворота Финляндии).